# Championnats d'Europe de saut d'obstacles 1977
Navigation
Édition précédente Édition suivante
Les championnats d'Europe de saut d'obstacles 1977, quatorzième édition des championnats d'Europe de saut d'obstacles, ont eu lieu en 1977 à Vienne, en Autriche. L'épreuve individuelle est remportée par le Néerlandais Johan Heins et la compétition par équipe par les Pays-Bas.

## Par équipe
| Position | Pays       | Cavalier                                                 | Cheval                                    |
| -------- | ---------- | -------------------------------------------------------- | ----------------------------------------- |
| 1er      | Pays-Bas   | Johan Heins Anton Ebben Henk Nooren Harry Wouters        | Seven Valleys Jumbo Design Pluco Salderno |
| 2ème     | Angleterre | David Broome Dereck Ricketts Debbie Johnsey Harvey Smith | Philco Goldstream Moxy Olympic Star       |
| 3ème     | Allemagne  | Gerd Wiltfang Norbert Koof Lutz Merkel Paul Schockemöle  | Davos Minister Salvaro E. Agent           |